# Space Caviar
Space Caviar — це архітектурна та дослідницька студія, що базується в Мілані (Італія). Вона був заснований у 2013 році архітекторами Джозефом Грімою та Тамар Шафрір . Їхні роботи були представлені на Венеціанській бієнале архітектури , Музеї Вікторії та Альберта , Biennale Interieur , Музеї дизайну Vitra та Мюнхенському музеї кіно .
Теми, що постійно повторюються в роботі Space Caviar, включають вплив медіа та технологій на соціальні відносини та дизайн домашнього середовища. Будучи куратором Biennale Interieur, Space Caviar представив серію робіт і виставок, зокрема «Театр повсякденного життя» та фільм «Фортеця самотності» , які разом були готові поставити складні питання про минуле, сьогодення та майбутнє дому під загальною назвою SQM: Дім не існує . 
Space Caviar редагували та брали участь у численних публікаціях  включаючи SQM: The Quantified Home, опублікований Lars Müller Publishers , розроблений Studio Folder , і отримав золоту медаль на European Design Awards 2015. 
У 2018 році Space Caviar представив Lina Bo Bardi Giancarlo Palanti Studio D'Arte Palma 1948 – 1951 , ретроспективу робіт архітектора Ліни Бо Барді на Fuorisalone Design Week Milan.